# Skalla-Grímr
Grímr Kveldúlfsson, noto come Skalla-Grímr (norreno: "Grímr il Calvo") (863 – Borg á Mýrum, 946) fu uno scaldo, un esploratore e un goði, originario della Norvegia, stabilitosi in Islanda.

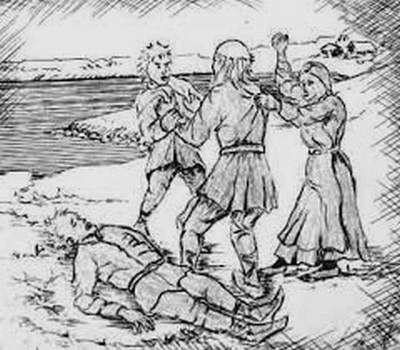
Illustrazione del 1933 di Skalla-Grímr (di spalle al centro) mentre infuriato afferra il figlio Egill (a sinistra) mentre Þorgerðr (a destra) cerca di distoglierlo. In basso, giace Þorðr, appena ucciso da Egill per una disputa durante un gioco

Compare quale importante personaggio nella Egils saga ed è menzionato nel Landnámabók.

## Biografia

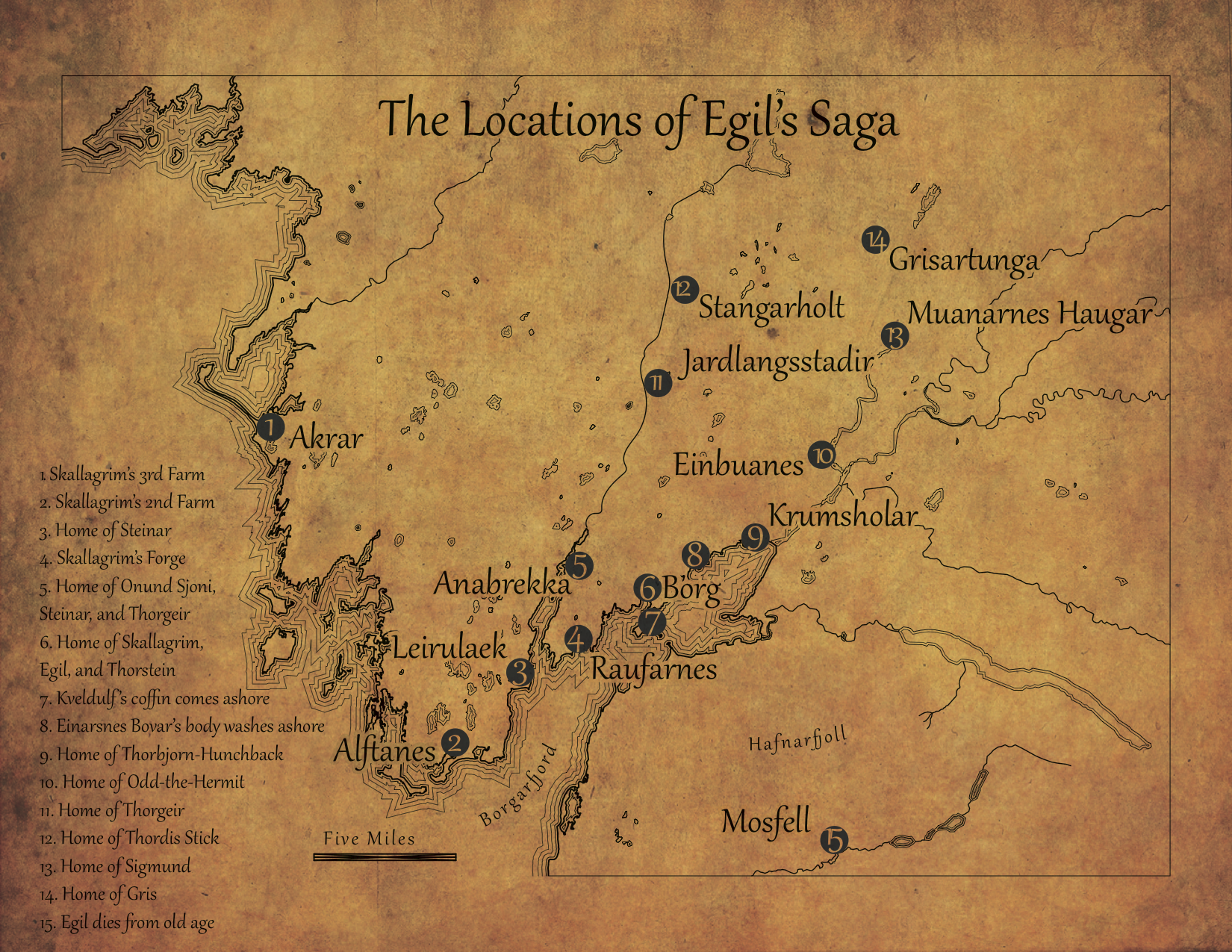
Il fiordo Borgarfjörður, dove si arenò la bara del padre e dove si insediò Skalla-Grímr e la sua discendenza, dopo essere fuggito dalla Norvegia

Era il figlio dell'úlfheðinn Kveldúlfr Bjálfason e Salbjörg Káradóttir.
Era discendente da parte di padre di Hallbjorn, un hersir di origine norvegese-sami, e quindi era imparentato con Ketil Thorkelsson da parte di padre, mentre da parte di madre era imparentato con Eyvind Lambi.
Era sposato con Bera Yngvarsdóttir da cui ebbe Þorolfr e Egill e due figlie, Sæunn and Þórunn.
Il fratello di Skalla-Grímr, Þorolfr, era membro del seguito (hirð) del re Harald Bellachioma.
Distintosi in una serie di battaglie, Þorolfr era diventato il governatore (lendr maðr) della regione settentrionale della Norvegia e responsabile della raccolta dei tributi dai Sami.

### Il conflitto con re Harald
Il fratello fu coinvolto in una disputa per una tenuta a Torgar, in Halogaland, che ottenne dalla moglie.
I due fratelli che avanzavano i diritti sulla proprietà cominciarono a riferire illazioni e falsità nei suoi confronti a re Harald, il quale iniziò a nutrire dubbi sull'operato di Þorolfr e, adirato per il rifiuto del padre di Þorolfr, Kveld-Úlfr, di giurare fedeltà al re, requisì la tenuta di Togart e assegnò il compito di riscuotere i tributi ai due fratelli.
La situazione degenerò rapidamente. Due ulteriori fratelli, Sigtryggr Snarfari e Hallvarðr Harðfari, imparentati col re da parte di madre, sequestrarono una nave commerciale di Þorolfr che era diretta in Inghilterra. Þorolfr si vendicò, recandosi nell'area di Vík e sequestrando una nave piena di provviste per il re a Thruma, quindi saccheggiando la fattoria di Sigtrygg e Hallvard a Hising e causando mutilazione e morte ai loro due fratelli più giovani.
Per l'offesa di aver ucciso due suoi consanguinei, il re emise una condanna a morte nei confronti di Þorolfr e poi il re in persona, anche perché cominciava a temere la sua influenza, si recò nella tenuta di Þorolfr a Sandnes, la fece circondare dalle sue truppe e fece uccidere Þorolfr.
Skalla-Grímr si recò con Olvir Hnufa, suo zio materno, da re Harald dopo l'uccisione di Þorolfr. Chiese un guidrigildo di rimborso, il che portò al suo allontanamento dalla corte del re. Con il padre Kveld-Úlfr ed il parente Ketil Thorkelsson, Skalla-Grímr ebbe l'occasione di vendicarsi dell'uccisione di Þorolfr: quando vide la nave dei due fratelli Hallvard and Sigtrygg con il loro stendardo non lontano dalla costa, la assalì e, tranne due, uccise tutti, compresi i due cugini del re.

### L'insediamento in Islanda
Per sfuggire alle rappresaglie, Skalla-Grímr e il padre Kveldúlfr decisero di riparare in Islanda. Il padre, indebolito dall'età e dall'ultima battaglia al quale si abbandonò all'ira dei berserkr, cade malato. Padre e figlio salparono a bordo di due navi differenti dirette per la destinazione prescelta, ma Kveldúlfr  morì durante il viaggio, non prima di aver detto al capitano di seguire e attraccare dove si sarebbe arenata la sua bara gettata a mare.
Sicché la nave giunse a Borg á Mýrum, in Islanda. 
Skalla-Grímr sbarcò con la sua nave a Knarrarnes presso Mýrum (Mýrasýsla). Poi esplorò il paese "e c'erano molte paludi e foreste di salici, lontano tra la montagna e la riva". Ma quando arrivò nel fiordo poi chiamato Borgarfjörður trovò bara di Kveld-Úlf, sicché stabilì il suo inserimento (Landnám) in un luogo non lontano da lì, che chiamò Borg, per rispettare il desiderio del padre.
Si noti come l'Egils saga dedichi i primi suoi 28 capitoli per descrivere le vicende di Þorolfr e di Skalla-Grímr fino al suo sbarco in Islanda, per poi descrivere altri episodi che lo coinvolgono o coinvolgono i suoi parenti. La morte di Skalla-Grímr, anziano, nel suo letto nella casa a Borg, è descritta solo al capitolo 61.
La saga continua descrivendo le vicende del figlio Egill, a cui da diversi capitolo aveva volto l'attenzione.

## Poesia
La principale causa della fama di Skalla-Grímr sta nel fatto di essere stato il padre di Egill, ma passò anche alla storia della letteratura nordica per aver composto la seguente stanza:
Il nobile menzionato sarebbe Kveldulfr e il re Harald Bellachioma. Ynglings sarebbe la stirpe del re (i suoi cugini uccisi). I cadaveri di Hallvarðr sarebbero Hallvarðr Harðfari e la sua gente, i nemici. [Sigtryggr] Snarfari era il fratello di Hallvarðr Harðfar.
Se bisogna credere alla saga, si tratta del primo esemplare di canone nordico di una stanza rimata. Vi sono seri dubbi al riguardo.
Le rime non apparvero nella poesia norrena finché il figlio Egill non compose l'opera intitolata Hǫfuðlausn. Si pensa che quest'ultima possa essere più correttamente attribuita ad Egill e che possa aver ricevuto influenze dall'Inghilterra, dove le rime alla fine delle frasi si trovavano già nella poesia latina.
Non è impossibile che il padre abbia inventato il metro. Skalla-Grímr sapeva sicuramente come comporre una stanza, ve ne sono di altre attribuitegli con sicurezza, ed Egill ereditò il genio da qualcuno. L'opinione consolidata è comunque che Egill mise le parole in bocca al padre, quando raccontò alle successive generazioni le storie della sua origine. La questione non verrà probabilmente mai risolta.